# 15614 Pillinger
15614 Pillinger eller 2000 GA143 är en asteroid i huvudbältet som upptäcktes den 7 april 2000 av LONEOS vid Anderson Mesa Station. Den är uppkallad efter Colin T. Pillinger.
Asteroiden har en diameter på ungefär 7 kilometer och den tillhör asteroidgruppen Eos.